# Grzebienisko
Grzebienisko – wieś w Polsce, położona w województwie wielkopolskim, w powiecie szamotulskim, w gminie Duszniki.

## Podział
| SIMC    | Nazwa | Rodzaj    |
| ------- | ----- | --------- |
| 0596346 | Huby  | część wsi |

## Nazwa
Wieś pierwotnie było związana z Wielkopolską. Istnieje od drugiej połowy XIV wieku i ma metrykę średniowieczną. Po raz pierwszy odnotowana została w języku staropolskim w łacińskim dokumencie z 1387 jako „Grebeniczsko”, 1391 „Grzebeniczsko”, 1400 „Grzebenczsko”, 1406 „Grzebenice”, 1408 „Grzebyeniczsko, Krzebyeniczsko”, 1427 „Grzebeniczko”, 1428 „Grzebenyczko”, 1434 „Grzyebyeniczsko”, 1440 „Grzebyenicze”, 1462 „Grzebyensko”, 1485 „Grabyeniczsko”, 1487 „Grzebyenyszczko”, 1508 „Grzebyenyczko”, 1563 „Grzebiensko”, 1566 „Grzebienisko” .
Po rozbiorach Polski Niemcy nadali wsi ahistoryczną niemiecką nazwę "Kammthal".

## Historia
Miejscowość była początkowo własnością szlachecką należącą do lokalnej wielkopolskiej szlachty z rodu Grzebienickich zwanych także Grzebienieskimi, którzy od nazwy wsi przyjęli odmiejscowe nazwisko. W XVI wieku stała się majętnością Skórów Obornickich z Gaju Wielkiego. W 1445 leżała w powiecie poznańskim województwa poznańskiego w Koronie Królestwa Polskiego. Do 1432 leżała w parafii Ceradz Stary obecnie Ceradz Kościelny, w 1433 w parafii Mieścisko, w latach 1508, 1510, 1564, 1580, ponownie w pararafii Ceradz Stary.
Pierwsze zachowane informacje o wsi pochodzą z historycznych zapisów sądowych. W latach 1387-1396 odnotowano pierwszego właściciela we wsi Szymona Grzebienickiego, który w 1394 toczył  spór sądowy z Świętosławem ze wsi Sarb obecnie Sarbia koło Buku o 6 grzywien i 8 skudów. W latach 1391-1413 odnotowano Prędotę z Grzebieniska, Grzebienickiego. W 1391 wspomniany został wraz z bratem Piotrem. W 1406 w procesie z Mikołajem Wilkowskim z Wilkowa koło Buku dowodził, że ten zegnał mu kmiecia z jego roli. W 1415 Prędota, Piotrek i Ubysław z Grzebieniska toczyli proces z Elżbietą z Grzebieniska o 16 grzywien, 2 konie i szatę (łac. „tunica”) wartości 14 grzywien.
Miejscowość odnotowały również historyczne rejestry podatkowe. W 1508 miał miejsce pobór podatkowy we wsi od 13 łłanów, od dwóch karczm po 6 groszy. W 1510 w Grzebienisku było 15 łanów, z tego 1,5 łana opuszczonego, folwark i 3 karczmy. W 1563 miał miejsce pobór od 14 łanów, dwóch karczm dorocznych oraz od jednego krawca. W 1564 pobór odbył się z 14 łanów kmiecych. W 1577 płatnikami poboru byli Wawrzyniec Dokowski i Paweł Charliński. W 1580 pierwzym płatnikiem poboru był Feliks Jaktorowski, który zapłacił od 9 półłanków, jednego zagrodnika, 4 komornika oraz od 1/4 łana. Drugi płatnik Wawrzyniec Dokowski zapłacił od 7 łanów, 3 zagrodników, karczmy na 1/4 łana oraz od krawca. W 1510 wieś miała dwóch właścicieli. Połowa należała do Jadwigi wdowie po Piotrze Grzebienieckim, a druga połowa do Stefana Zaleskiego zwanego także Witkowskim który miał 15 łanów, z tego 1,5 opuszczonego, folwark, trzy karczmy. Wieś płaciła pół grzywny czynszu rocznego dla szpitala św. Ducha pod Bukiem. W 1524 część dziedziny Grzebienisko uwolniona została od sumy głównej 12 grzywien oraz czynszu rocznego w wysokości jednej grzywny na rzecz kapituły katedry poznańskiej, jaki ciążył zgodnie z dokumentem z lat 1444-1457 Jakuba z Wyganowa wikariusza generalnego.
Wieś szlachecka Grzebiensko (Grzebienycko) położona była w 1580 roku w powiecie poznańskim województwa poznańskiego w Rzeczypospolitej Obojga Narodów. Wskutek II rozbioru Polski w 1793, miejscowość przeszła pod władanie Prus i jak cała Wielkopolska znalazła się w zaborze pruskim.
W XIX w. do wsi napłynęli osadnicy z Niemiec, powstała parafia ewangelicka i szkoła. 
Pod koniec XIX wieku w Grzebienisku były 92 domy. Wieś liczyła 859 mieszkańców, wśród których przeważali ewangelicy (527) nad katolikami (298), innowiercami (19) i żydami (15).
Po odzyskaniu niepodległości funkcjonowały szkoły polska i niemiecka.
Do 1954 roku istniała gmina Grzebienisko. W latach 1954–1972 wieś należała i była siedzibą władz gromady Grzebienisko. W latach 1975–1998 miejscowość administracyjnie należała do województwa poznańskiego.
W 2011 roku w Grzebienisku mieszkało 797 osób.
We wsi znajduje się dworek z przełomu XIX/XX w.(obecnie hotel i dom weselny) położony w parku angielskim z połowy XIX w. Jest też przedszkole, szkoła podstawowa i gimnazjum, Wiejski Ośrodek Kultury, biblioteka, ośrodek zdrowia, kaplica pw. Świętej Trójcy i Św. Izydora, Ochotnicza Straż Pożarna; ponadto oczyszczalnia ścieków i gminne wysypisko odpadów.
W miejscowości aktywnie funkcjonuje stowarzyszenie nawiązujące do tradycji bractw kurkowych; m.in. istnieje tu strzelnica i Muzeum Kurkowego Bractwa Strzeleckiego.
W lesie, 3,5 km na północ od wsi znajduje się miejsce, w którym jesienią 1939 r. hitlerowcy rozstrzelali ok. 260 osób, oraz w którym grzebano ofiary zamordowane w innych miejscach. Obecnie istnieje tam pomnik.
Wieś dała nazwę rezerwatowi przyrody Huby Grzebieniskie, położonemu na północ.